# Колін Девіс
Сер Колін Рекс Девіс (нар. 25 вересня 1927 — пом. 14 квітня 2013) — британський диригент. Відомий своїми записами Берліоза та Сібеліуса.

## Біографія
Колін Девіс народився у Вейбриджі, Велика Британія. Навчався грі на кларнеті в Королівському коледжі музики в Лондоні, де його не допустили до занять у класі диригування через погану гру на фортепіано. Проте він часто виступав диригентом оркестру Келмар (англ. Kalmar Orchestra), в якому був співорганізатором разом з іншими колишніми студентами Королівського коледжу.
У 1952 році Девіс працював у Ройял Фестиваль Холі, а в кінці 1950-х став диригентом Шотландського симфонічного оркестру Бі-Бі-Сі. Перше широке визнання він здобув, коли замінив диригента Отто Клемперера на виконанні опери «Дон Жуан» Моцарта в Ройял Фестиваль Холі в 1959 році. Наступного року, за схожих обставин, він замінював Томаса Бічема на виконанні опери «Чарівна флейта» на Глайндборнському фестивалі. Обидва ці виступи Девіса отримали дуже схвальні відгуки в The Times, але деякі інші видання висловились з меншим ентузіазмом.
У 1960-х роках Колін Девіс працював у театрі Седлерс Веллс (англ. Sadler's Wells Theatre) і в Лондонському симфонічному оркестрі, і також головним диригентом Симфонічного оркестру Бі-Бі-Сі. У 1971 році він змінив Георга Шолті на посаді головного диригента в Королівському театрі Ковент-Гарден, яку обіймав до 1986 року. Девіс був відомий просуванням опер Майкла Тіппетта, зокрема, він як диригент виконав прем'єри його творів «Сад-лабіринт» (1970) та «The Ice Break» (1977). У 1977 році він став першим англійським диригентом на Байрейтському фестивалі (присвяченому творам Ріхарда Вагнера), де він диригував оперою «Тангейзер».
З 1972 по 1984 рік Колін Девіс був головним запрошеним диригентом Бостонського симфонічного оркестру. У 1983—1993 роках був головним диригентом Симфонічного оркестру Баварського радіо. У 1991 році Колін Девіс був названий диригентом-лауреатом (Ehrendirigent) оркестру Дрезденської державної капели, ставши першим диригентом за всю історію оркестру, який отримав це звання. У 1995 році почав працювати головним диригентом Лондонського симфонічного оркестру (ЛСЗ). Склав з себе обов'язки головного диригента ЛСЗ 31 грудня 2006 року, а 1 січня 2007 року став його президентом. В період з 1998 по 2003 рік був головним запрошеним диригентом Нью-Йоркського філармонічного оркестру. Колін Девіс також очолював кафедру оркестру в Королівській академії музики в Лондоні.
У 1980 році отримав лицарське звання.